# 大野城 (越前国)
大野城（おおのじょう）は、福井県大野市（旧越前国）にあった日本の城。旧国名から越前大野城の別名を持つ。明治までは大野藩の藩庁が置かれた。現在の天守は昭和に建てられたものである。
2017年（平成29年）、「続日本100名城」（138番）に選定された。

## 概要

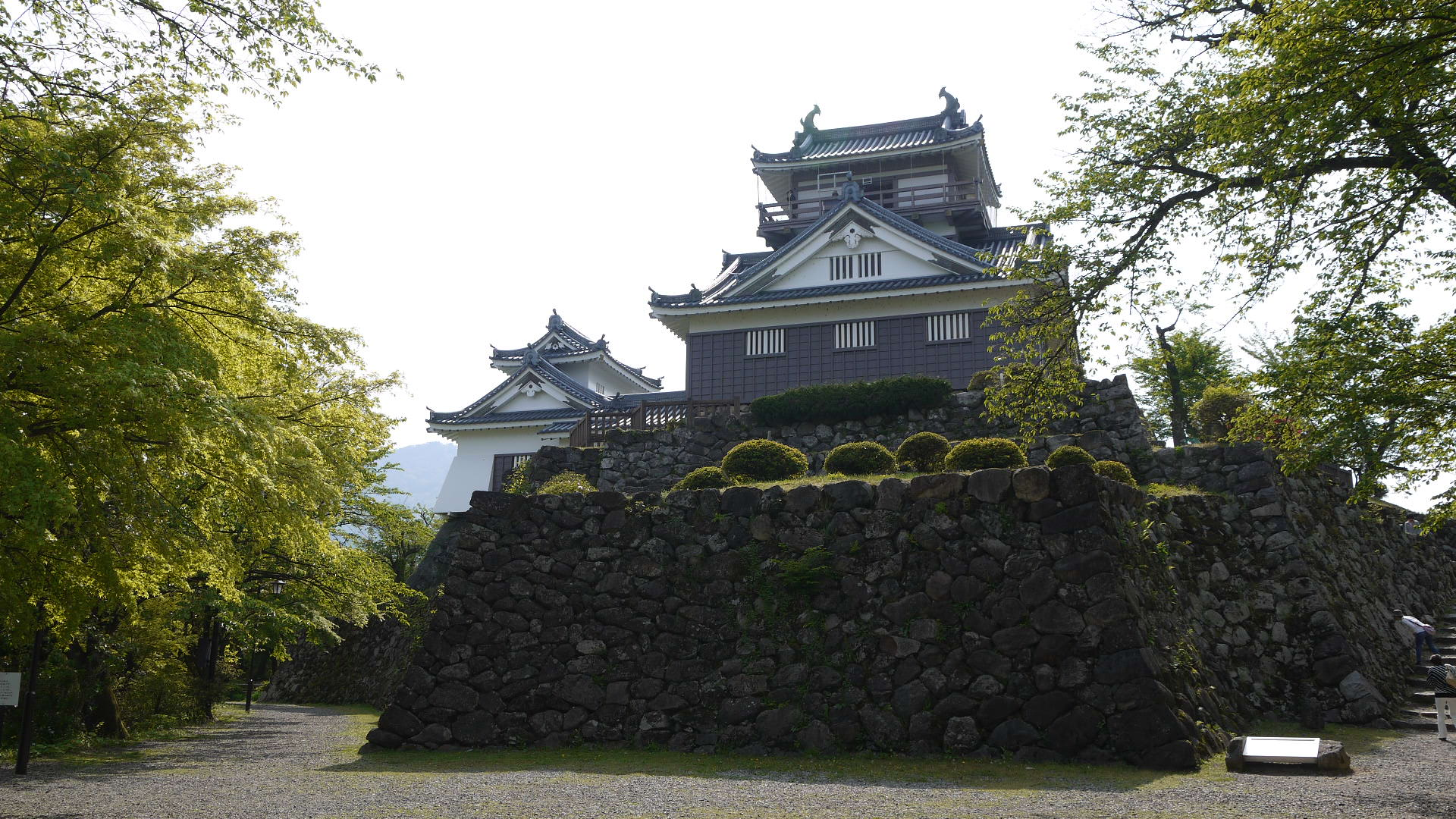
復興天守

1575年（天正3年）、織田信長より越前一向一揆を平定した恩賞として越前国大野郡の内の3万石を与えられた金森長近が、その翌年（1576年）、最初に居城とした戌山城の近くの亀山（大野盆地の小孤峰）に城郭を築き始めたのが、越前大野城の始まりである。
築城に4年間を要し1580年（天正8年）に竣工した。その後、青木一矩時代を経て織田秀雄が城主を務め大野宰相と称された。
江戸時代に入ると越前松平家が3代続いた後天領となり、土井氏で定着するまで目まぐるしく城主が替わった。
城は1775年（安永4年）に焼失し、1795年（寛政7年）には天守を除いて再建されたが、
1858年（安政5年）、地震により櫓、石垣が大破。明治維新後に破却されている。
昭和に再建された越前大野城は、竹田城（兵庫県朝来市）、備中松山城（岡山県高梁市）と並び、城（城跡）が雲海に浮かぶ「天空の城」の異名がある。毎年10月から4月の特定の気象条件がそろうことで「天空の城」となるが、1年間で10日前後しか見られない風景となっている。

## 遺構
山頂の石垣および堀が現存し、山麓部にも内堀および外堀の一部が残る。建造物としては、不明門が市内中丁真乗寺山門として櫓門であった鳩門の門部分が光明寺山門とし、それぞれ移築され現存する。また、8代利忠の隠居所が柳廼社社務所として移築現存する。

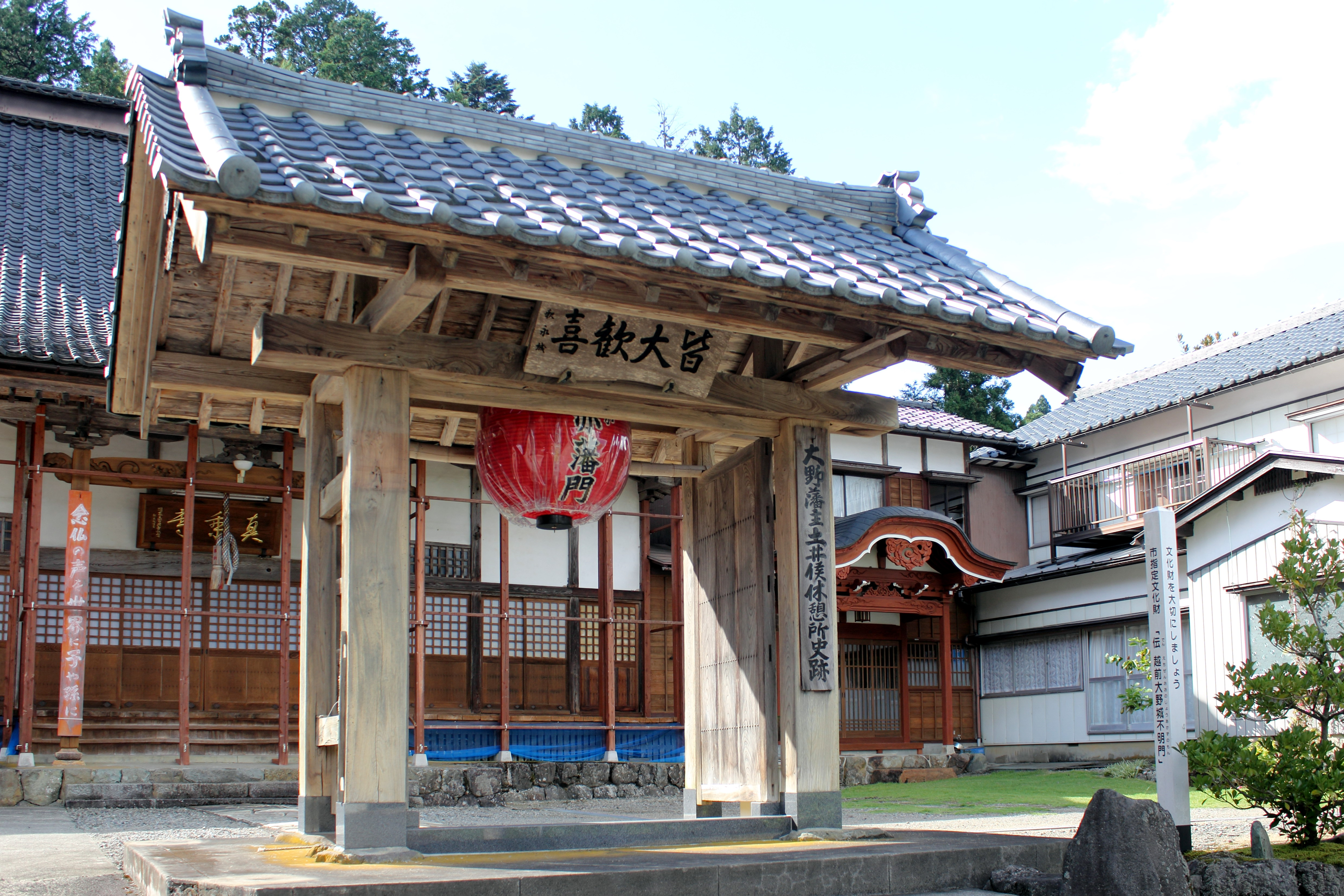
不明門（あかずのもん）
（現・真乗寺山門）[12]
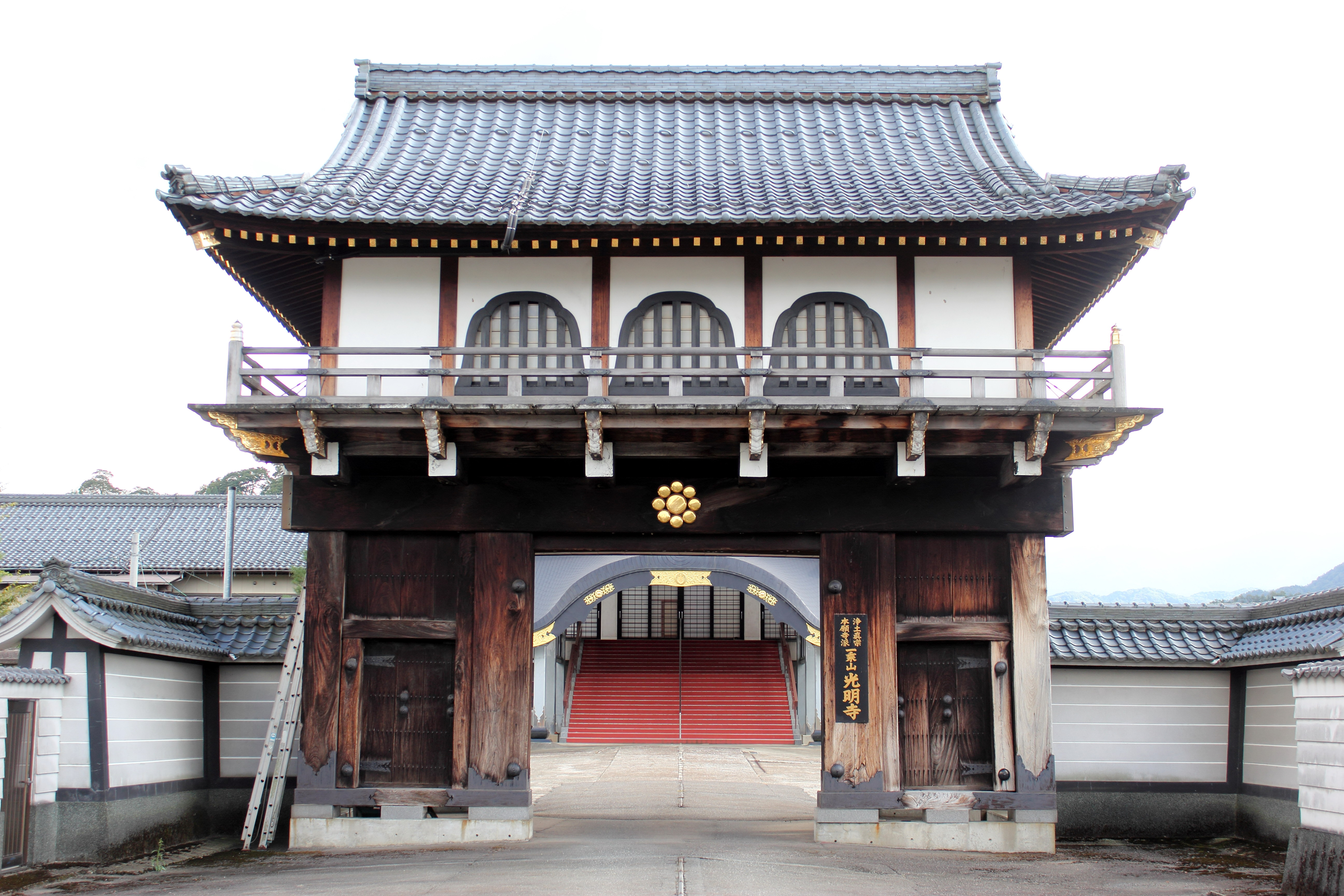
鳩門
（現・光明寺山門）[12]

## 天守
天守は、亀山の山頂にある天守曲輪に建てられた。本来は望楼付きの2重3階の大天守に2重2階の小天守、天狗の間（天狗書院）と呼ばれた付櫓（天狗櫓）が付属された、複合連結式の天守であった。

### 太郎兵衛火事による焼失
1775年（安永4年）5月7日（旧暦では4月8日）に城下町南側で発生した火事で、城下町では1600軒の民家や寺院、蔵などが焼失。この火事で大野城の天守も焼失した。2人が死亡し、被災者は3600人以上で、火元となった農民の名から「太郎兵衛火事」と呼ばれている。

### 復興天守
現在山頂に建つ天守は、1968年（昭和43年）に元士族の萩原貞の寄付金を元に往時の絵図や創建当時の同時期のほかの城の天守を元に、鉄筋コンクリート構造によって推定再建されたものである。しかし、小天守が天狗の間の位置に建てられていることなど史実に基づいた復元再建ではない。復興天守は4階建の構造で、金森氏や土井氏など歴代の城主に関する資料を展示した資料館（1階から3階）、ならびに最上階の4階は展望台として利用されている。なお、12月から翌年3月までは冬季閉館となっている。
入場料
- 大人（高校生以上）300円[3]
- 小人（中学生以下）無料

開館時間
- 9時から17時まで（4月から9月）[3]、9時から16時まで（10月・11月）